# Acceptable in the 80s
Acceptable in the 80s är en låt av Calvin Harris från albumet I Created Disco som släpptes den 12 mars 2007 (i Storbritannien) och den 15 mars 2007 (i USA). Låtens genre är elektropop, electrohouse och nu-disco.